# In Between Dreams
Albums de Jack Johnson
On and On
(2003) Sing-A-Longs and Lullabies for the film Curious George
(2006)
In Between Dreams est le troisième album du chanteur et guitariste Jack Johnson sorti en 2005. Adam Topol et Merlo Podlewski ont joué respectivement des percussions et de la basse, alors que Zach Gill joue le piano, l'accordéon et l'harmonica.

## Liste des titres
| No  | Titre                     | Durée |
| --- | ------------------------- | ----- |
| 1.  | Better Together           | 3:27  |
| 2.  | Never Know                | 3:32  |
| 3.  | Banana Pancakes           | 3:12  |
| 4.  | Good People               | 3:28  |
| 5.  | No Other Way              | 3:09  |
| 6.  | Sitting, Waiting, Wishing | 3:03  |
| 7.  | Staple It Together        | 3:16  |
| 8.  | Situations                | 1:17  |
| 9.  | Crying Shame              | 3:06  |
| 10. | If I Could                | 2:25  |
| 11. | Breakdown                 | 3:32  |
| 12. | Belle                     | 1:43  |
| 13. | Do You Remember           | 2:24  |
| 14. | Constellations            | 3:21  |

## Certifications
| Pays                       | Certification | Unités certifiées |
| -------------------------- | ------------- | ----------------- |
| Australie (ARIA)           | 4 × Platine   | 280 000           |
| Autriche (IFPI)            | Or            | 15 000            |
| Brésil (Pro-Música Brasil) | Or            | 50 000            |
| Canada (Music Canada)      | 3 × Platine   | 300 000           |
| Danemark (IFPI)            | 3 × Platine   | 60 000            |
| États-Unis (RIAA)          | 2 × Platine   | 2 000 000         |
| France (SNEP)              | Or            | 75 000            |
| Irlande (IRMA)             | 2 × Platine   | 30 000            |
| Nouvelle-Zélande (RMNZ)    | 4 × Platine   | 60 000            |
| Pays-Bas (NVPI)            | Or            | 35 000            |
| Portugal (AFP)             | Or            | 20 000            |
| Royaume-Uni (BPI)          | 5 × Platine   | 1 500 000         |
| Suisse (IFPI)              | Or            | 20 000            |